# Красные Холмы (Воронежская область)
Красные Холмы — село в Панинском районе Воронежской области. Входит в Ивановское сельское поселение.

## География
Село расположено в центральной части поселения вдоль пруда.

### Улицы
- ул. Краснознаменная
- ул. Ленинградская
- ул. Пролетарская
- пр. Мира

## История
Основано в середине XVIII века «при пруду Болховкине» как владельческое сельцо Скобельциных. Имело названия Сухие Долы и Лыково. Было населено крестьянами из Тульской губернии. Красные Холмы располагаются на семи холмах, именуемых в народе таковым образом — Одоевский, Кокошин, Марин, Митин, Кашин, Шелопутный, Зорька.

## Население
| 1859 | 1897 | 2000 | 2005 | 2007 | 2010 |
| ---- | ---- | ---- | ---- | ---- | ---- |
| 621  | ↗894 | ↘379 | ↘340 | ↘245 | ↘231 |

## Люди, связанные с селом
В селе жил местный поэт Романов Егор Фёдорович (1926—2011), участник Великой Отечественной войны.
Рыбникова Нина Митрофановна (1950-2015) депутат представительного органа Совета народных депутатов администрации Ивановского сельского поселения, учитель русского языка,учитель начальных классов. 